# Adolf Busse
Adolf Busse (* 28. Dezember 1856 in Czarnikau, Provinz Posen; † 11. Oktober 1942 in Berlin) war ein deutscher Klassischer Philologe und Gymnasiallehrer.

## Leben
Adolf Busse besuchte das Gymnasium in Züllichau und studierte nach der Reifeprüfung (Herbst 1876) Klassische Philologie. Nach je zwei Semestern in Tübingen und Leipzig ging er zum Wintersemester 1878/79 an die Berliner Universität. Dort gehörte er dem philologischen Seminar unter der Leitung von Adolf Kirchhoff und Johannes Vahlen an und schloss sich besonders eng an den Philosophiehistoriker Eduard Zeller an, der ihn an die aristotelische Philosophie heranführte. Er wurde Mitglied der Studentenverbindung Saxonia Tübingen. sowie des Akademisch-Philologischen Vereins Berlin im Naumburger Kartellverband. Am 29. Januar 1881 wurde Busse zum Dr. phil. promoviert.
Nach der Lehramtsprüfung unterrichtete Busse am Berliner Friedrich-Wilhelms-Gymnasium, wo er auch zum Gymnasialprofessor ernannt wurde. Von Ostern 1902 bis Ostern 1922 war er Direktor des Askanischen Gymnasiums in Berlin, an dem auch der Altphilologe und Religionshistoriker Otto Gruppe von 1876 bis 1916 unterrichtete, unter dessen „Protektorat“ dort gleich nach Busses Amtsantritt ein „Kulturhistorischer Verein“ eingerichtet wurde.
Neben dem Schuldienst beschäftigte sich Busse intensiv mit der griechischen Philosophie seit Platon und Aristoteles, besonders mit ihrer Entwicklung und Rezeption bis zur Spätantike. Im Rahmen des Unternehmens Commentaria in Aristotelem Graeca (CAG) der Preußischen Akademie der Wissenschaften erstellte Busse neun kritische Textausgaben, die von 1887 bis 1904 erschienen und teilweise bis heute nicht ersetzt sind.
Adolf von Harnack und Theodor Mommsen wollten ihn offenbar auch für die geplante Ausweitung der Prosopographia Imperii Romani auf das 4. bis 6. Jahrhundert, die Prosopographia Imperii Romani saeculorum IV.V.VI. als Bearbeiter der spätantiken Philologen gewinnen.
Adolf Busse starb 1942 im Alter von 85 Jahren in Berlin. Beigesetzt wurde er auf dem Friedhof IV der Jerusalems- und Neuen Kirche an der Bergmannstraße in Berlin-Kreuzberg. Das Grab ist nicht erhalten.

## Schriften (Auswahl)
Schriften zur griechischen Philosophie
- De praesidiis Aristotelis Politica emendandi. Diss. phil. Berlin 1881.
- Die neuplatonischen Ausleger der Isagoge des Porphyrius. Berlin 1892 (Schulprogramm)
- Sokrates. Reuther und Reichhal, Berlin 1914 (Die großen Erzieher. Ihre Persönlichkeit und ihre Systeme 7).
- Der Wortsinn von λόγος bei Heraklit. In: Rheinisches Museum 75, 1926, 203–214, online (PDF; 2,6 MB)
- Zur Musikästhetik des Aristoteles. In: Rheinisches Museum 77, 1928, 34–50, online (PDF; 4,0 MB)

Commentaria in Aristotelem Graeca
- Porphyrii isagoge et in Aristotelis categorias commentarium. Georg Reimer, Berlin 1887 (Commentaria in Aristotelem Graeca Bd. 4 Teil 1)
- Dexippi in Aristotelis categorias commentarium. Georg Reimer, Berlin 1888 (Commentaria in Aristotelem Graeca Bd. 4 Teil 2)
- Ammonius: In Porphyrii isagogen sive V voces. Georg Reimer, Berlin 1891 (Commentaria in Aristotelem Graeca Bd. 4 Teil 3)
- Ammonius: In Aristotelis categorias commentarius. Georg Reimer, Berlin 1895 (Commentaria in Aristotelem Graeca Bd. 4 Teil 4)
- Ioannis Philoponi (olim Ammonii) in Aristotelis categorias commentarium. Georg Reimer, Berlin 1898 (Commentaria in Aristotelem Graeca. Bd. 13/1)
- Ammonius: In Aristotelis de interpretatione commentarius. Georg Reimer, Berlin 1897 (Commentaria in Aristotelem Graeca Bd. 4 Teil 5)
- Eliae in Porphyrii Isagogen et Aristotelis Categorias commentaria. Georg Reimer, Berlin 1900 (Commentaria in Aristotelem Graeca. Bd. 18 Teil 1)
- Olympiodori prolegomena et in categorias commentarium. Georg Reimer, Berlin 1902 (Commentaria in Aristotelem Graeca Bd. 12 Teil 1)
- Davidis prolegomena et in Porphyrii Isagogen commentarium. Georg Reimer, Berlin 1904 (Commentaria in Aristotelem Graeca. Bd. 18 Teil 2)

Übersetzungen
- Aristoteles: Über die Seele. Übersetzt von Adolf Busse. Meiner, Leipzig 1911, 2. durchgesehene Auflage, Leipzig 1922 (Philosophische Bibliothek, Bd. 4)[8]
- Aristoteles: Philosophische Werke. In Verbindung mit Adolf Busse und Alfred Gudeman herausgegeben und mit Einleitungen, erklärenden Anmerkungen und Register versehen von Eugen Rolfes. Meiner, Leipzig, 1920–1921.

Schulreden
- Unsere Bildungsziele. Ansprache auf dem ersten Elternabend des Askanischen Gymnasiums. In: Askanische Blätter, Nr. 11, Dezember 1921, S. 1–4, online (PDF; 9,1 MB)
- (Auszüge aus der Antrittsrede Busses als Schulleiter im Jahr 1902), in: Askanische Blätter, Juni 1955, Nr. 45, Neue Folge Nr. 9, S. 3–5, online (PDF; 5,9 MB) (enthält eine Profilzeichnung)